# 운천로
 운천로(Uncheon-ro)는 광주광역시 서구 유덕동 계수교차로에서 광주광역시 서구 금호동 픙금삼거리까지 이어주는 도로이다.

## 주요 경유지
광주광역시
- 서구 (유덕동 . 치평동 . 상무동 .  금호동)

## 노선
| 이름                    | 접속 노선                        | 소재지            | 소재지            | 소재지            | 비고              |
| 빛고을대로와 직결       | 빛고을대로와 직결                | 빛고을대로와 직결 | 빛고을대로와 직결 | 빛고을대로와 직결 | 빛고을대로와 직결 |
| ----------------------- | -------------------------------- | ----------------- | ----------------- | ----------------- | ----------------- |
| 계수 교차로             | 광주광역시도 제15호선 (무진대로) | 광주광역시        | 서구              | 유덕동            |                   |
| 전남지방우정청앞 교차로 | 계수로                           | 광주광역시        | 서구              | 유덕동            |                   |
| 5.18기념공원앞 교차로   | 광주광역시도 제64호선 (내방로)   | 광주광역시        | 서구              | 치평동            |                   |
| 상무지구입구 교차로     | 국도 제22호선 (상무대로)         | 광주광역시        | 서구              | 상무동            |                   |
| 금호지구입구 교차로     | 화정로                           | 광주광역시        | 서구              | 상무동            |                   |
| 금호사거리              | 광주광역시도 제9호선 (금화로)    | 광주광역시        | 서구              | 금호동            |                   |
| 풍금로와 직결           |                                  |                   |                   |                   |                   |

## 주요 건물 및 시설
- SK텔레콤 무등대리점 금호프리미엄점 (운천로 9/금호동 762-3)
- KT 다경금호점 (운천로 16/금호동 766)
- CU 광주금호점 (운천로 17/금호동 753-11)
- 새마을금고 광주새마을금고 풍암금호지점 (운천로 20/금호동 765-12)
- 파리바게뜨 광주금호점 (운천로 28/금호동 765-19)
- 금호지구대 (운천로 30/금호동 765)
- 파리바게뜨 서구금호점 (운천로 80/금호동 732-7)
- 농협 서창농협 금호지점 (운천로 84/금호동 732-10)
- CBS 광주방송 (운천로 89/금호동 721-2)
- 금호119안전센터 (운천로 112/쌍촌동 1248-1)
- 기아자동차 상무대리점 (운천로 113/쌍촌동 1242-5)
- 뚜레쥬르 광주금호운천점 (운천로 129/쌍촌동 1240-1)
- 현대자동차 금호대리점 (운천로 130/쌍촌동 1243-1)
- 농협 광주축산농협 금호운천지점 (운천로 131/쌍촌동 885-11)
- 상무중학교 (운천로 142/쌍촌동 471)
- HD현대오일뱅크 일프로주유소 (운천로 206/치평동 203-5)
- 한국방송통신 전파진흥원 전남본부 (운천로 219/치평동 1241-3)
- 무각사 (운천로 230/쌍촌동 1268-1)
- BTN 불교TV 광주자사 (운천로 230/쌍촌동 1268-1)
- 탐앤탐스 광주스타타워점 (운천로 247/치평동 1223-1)
- 세븐일레븐 광주상무스타타워점 (운천로 247/치평동 1223-1)
- 스타벅스 광주상무시민로점 (운천로 253/치평동 1223)
- 한국주택금융공사 광주지사 (운천로 273/치평동 1208-2)
- KBS 광주방송총국 (운천로 287/치평동 1207-1)